# Piège sur Internet (roman)
Pour les articles homonymes, voir Piège sur Internet.
Piège sur Internet est un roman policier de l'auteur français Gérard Delteil, paru en 1996.

## Résumé
Lors d'un voyage scolaire à New York, Pierre monte tout seul en haut de l'Empire State Building. Renfermé dans les locaux d'une entreprise, il s'amuse avec les ordinateurs. Mais internet est parfois truffé de pièges. Sans aucune nouvelles, son meilleur ami Hervé part à sa recherche. Les deux garçons sont alors embarqués dans une dangereuse aventure, très palpitante...